# 星川駅 (三重県)
星川駅（ほしかわえき）は、三重県桑名市大字星川にある、三岐鉄道北勢線の駅である。駅番号はH06。
2005年（平成17年）3月26日に坂井橋駅の500 m阿下喜寄りのユーストア（現・MEGAドン・キホーテUNY）駐車場南西端に新設された。北勢線では過去にも2度「星川」と名乗る駅が存在した。

## 歴史
北勢線では過去に2度、同じ名前の駅が存在した。初代の星川駅は、北勢鉄道の駅として1914年（大正3年）に開業した。当駅はプラットホームがなく、プラットホームを造るには狭い場所であったため1916年（大正5年）に廃止されている。その後、嘉例川からの砂利採取のため1927年（昭和2年）に貨物駅として2代目星川駅が開業し、1932年（昭和7年）に旅客取り扱いも再開された。当駅は戦時中の電力事情の悪化等の事由により1944年（昭和19年）に休止を経て1969年（昭和44年）廃止されている。2代目星川駅は、現在の嘉例川橋梁の阿下喜方にあった。
現在の星川駅は、2005年（平成17年）に開業したが、これは当駅桑名方にあった旧坂井橋駅を移転して開業したものである。

### 現在の駅の開業
星川駅新設の構想自体は三岐鉄道が北勢線の運営継承を決定する前からあり、桑名市と東員町が、北勢線の存続を検討した中で、当時の北大社駅を車庫専用の信号場とした上で、西桑名駅 - 北大社信号場を存続させるプランの中で明らかにされた（その後、北勢線は西桑名駅 - 阿下喜間全線を鉄道で存続させる方針となる）。このプランの中では、現在の星川駅と東員駅の設置が明示されていた。当駅の開業により、坂井橋駅が同日付けで廃止された。

### 年表
- 1914年（大正3年）4月5日：北勢鉄道の駅として開業（初代）。
- 1916年（大正5年）5月10日：星川駅廃止。
- 1927年（昭和2年）9月8日：星川駅が貨物駅として開業届出（2代目）。
- 1932年（昭和7年）11月1日：星川駅旅客営業開始。
- 1934年（昭和9年）6月27日：社名変更により、北勢電気鉄道の駅となる。
- 1944年（昭和19年）
  - 2月11日：会社合併により、三重交通の駅となる。
  - 7月1日：星川駅休止。
- 1964年（昭和39年）2月1日：事業譲渡により、三重電気鉄道の駅となる。
- 1965年（昭和40年）4月1日：近畿日本鉄道が三重電気鉄道を合併し近鉄の駅となる。
- 1969年（昭和44年）5月15日：星川駅廃止。
- 2005年（平成17年）
  - 3月17日：現在の星川駅が、三重県が定める「三重県だれもが住みよい福祉のまちづくり推進要綱」「三重県バリアフリーのまちづくり推進条例」の整備基準に基づいていることを示す適合証交付施設となる（駅開業前での適合証交付）。
  - 3月26日：三岐鉄道により坂井橋駅を廃止し、約500 m西方に星川駅（3代目）が開業する。既設のスーパー駐車場の一部（駐車場最東端部分：15台分）が鉄道利用者用無料駐車場となる。
  - 6月1日：駅舎内に自動券売機・自動精算機・自動改札機が設置され、東員駅からの遠隔制御による営業が開始される。
- 2007年（平成19年）6月1日：既設の駅前無料駐車場北側のスーパー駐車場の一部（25台分）が鉄道利用者用無料駐車場に変更となり、合計40台の駐車が可能となる。
- 2010年（平成22年）2月10日：駅舎南側に駐車場が33台分、東側に駐輪場が45台分新設される。

## 駅構造

### ホーム
単式ホーム1面1線を持つ地上駅である。ホームは大型のU字ブロックの上にコンクリートの板を乗せただけの簡素なもので、ホーム下部に退避可能な構造となっている。

### 駅舎
平屋建ての駅舎が線路の北側に設置されており、7:10～19:10のみ駅員が配置され、早朝夜間は無人となる。駅舎東側部分の改札内に多目的トイレと男女別の水洗式トイレがあるが、トイレ内のいたずらが多いため、駅員不在の時間は多目的トイレのみ閉鎖される。駅舎東側部分の改札外には冷暖房付の待合室が、駅舎入口に公衆電話、郵便ポストがそれぞれ1台設置されている。駅舎は用水路を挟んでホームに面している。駅舎部分の敷地はピアゴ（当時）からの借地である。

### その他設備
駅務機器
駅舎には、自動券売機（1台）、自動改札機（2通路、うち1通路は車椅子対応のワイド型）、自動精算機（1台）が備えられており、普通券・回数券の購入が可能であるほか、駅員配置時には窓口での定期券を含んだ全券種の購入も可能である。当駅には監視カメラが備えられ東員駅からの遠隔監視駅となっており、駅員無配置時にも自動券売機等で普通乗車券が発券できる。
駅前広場設備等
駅前には無料駐車場と駐輪場が設置されており、多くの利用者に重宝されている。駐車場は駅を挟んで北側と南側の2か所に設置してある。駐輪場は駅北側に設置されている。また無料駐車場を設置した上で、沿線自治体が北勢線と自家用車を併用するパークアンドライドを推奨している。当駅を通学に利用する学生が多いため、駐輪場は常に空きスペースがない状態になっている。周辺の公共交通機関としては駅から400mほどの国道沿いに設置してある、三重交通バスのサンシティ前バス停がある。
バリアフリー設備
駅前広場・駅舎・ホーム等の施設について バリアフリーに対応しており、三重県が定める「三重県だれもが住みよい福祉のまちづくり推進要綱」「三重県バリアフリーのまちづくり推進条例」の整備基準に基づいていることを示す適合証交付施設となっている。 

## 利用状況
「三重県統計書」によると、1日の平均乗車人員は以下の通りである。
| 年度   | 一日平均 乗車人員 |
| ------ | ----------------- |
| 2005年 | 478               |
| 2006年 | 529               |
| 2007年 | 589               |
| 2008年 | 614               |
| 2009年 | 593               |
| 2010年 | 622               |
| 2011年 | 674               |
| 2012年 | 678               |
| 2013年 | 724               |
| 2014年 | 732               |
| 2015年 | 773               |
| 2016年 | 792               |
| 2017年 | 791               |
| 2018年 | 810               |
| 2019年 | 797               |

- 星川駅の利用状況の変遷を下表に示す。
  - 輸送実績（乗車人員）の単位は人/年度である。
  - 乗降人員調査結果は任意の1日における値（単位：人）である。調査日の天候・行事等の要因によって変動が大きいので年度間の比較には注意を要する。
  - 表中、最高値を赤色で、最高値を記録した年度以降の最低値を青色で、最高値を記録した年度以前の最低値を緑色で表記している。
  - 当駅開業年度の2005年度（平成17年度）の当駅乗降人員は2004年度（平成16年度）の坂井橋駅（移転前）と比較して約1.4倍となり、駅利用客が増大した。その後も駅の利用は増加し、2008年度（平成20年度）の当駅乗車人員は当駅開業年度2005年度（平成17年度）と比較して約1.3倍に、2004年度（平成16年度）の坂井橋駅（移転前）と比較すると約1.8倍の伸びとなった。

| 年 度              | 当駅分輸送実績（乗車人員）：人／年度 | 当駅分輸送実績（乗車人員）：人／年度 | 当駅分輸送実績（乗車人員）：人／年度 | 当駅分輸送実績（乗車人員）：人／年度 | 当駅分輸送実績（乗車人員）：人／年度 | 乗降人員調査結果 人／日 | 乗降人員調査結果 人／日 | 特 記 事 項                  |
| ------------------ | ------------------------------------ | ------------------------------------ | ------------------------------------ | ------------------------------------ | ------------------------------------ | ----------------------- | ----------------------- | ---------------------------- |
| 年 度              | 通勤定期                             | 通学定期                             | 通勤通学 定 期 計                    | 定期外                               | 合 計                                | 調査日                  | 調査結果                | 特 記 事 項                  |
| 1969年（昭和44年） |                                      |                                      | (203,610)                            | (113,276)                            | (316,886)                            |                         |                         | (旧坂井橋駅の定期外最高値)   |
| 1970年（昭和45年） |                                      |                                      | (217,140)                            | (112,907)                            | (330,047)                            |                         |                         | (旧坂井橋駅の最高値)         |
| 1980年（昭和55年） |                                      |                                      | (227,250)                            | (100,426)                            | (327,676)                            | ？月？日                | 1,451                   | (旧坂井橋駅の定期最高値)     |
| 2004年（平成16年） | (31,470)                             | (45,628)                             | (77,098)                             | (45,597)                             | (122,695)                            |                         |                         | (旧坂井橋駅廃止直前年度の値) |
| 2005年（平成17年） | 37,551                               | 52,228                               | 89,779                               | 84,747                               | 174,526                              |                         |                         | 駅開業、駐車・駐輪場設置     |
| 2006年（平成18年） | 47,490                               | 63,548                               | 111,038                              | 81,978                               | 193,016                              |                         |                         |                              |
| 2007年（平成19年） | 53,970                               | 72,760                               | 126,730                              | 88,864                               | 215,594                              |                         |                         |                              |
| 2008年（平成20年） | 57,120                               | 75,520                               | 132,640                              | 91,385                               | 224,025                              |                         |                         |                              |
| 2009年（平成21年） |                                      |                                      |                                      |                                      |                                      |                         |                         |                              |

## 駅周辺
当駅は、MEGAドン・キホーテUNY星川店・三洋堂書店星川店の駐車場内にあるが、駅周辺にはこれ以外にも多数のショッピングセンター、ファミリーレストラン、医院等がある。北勢線の各駅の中で駅周辺が最も賑やかであるといえる。
- ショッピングセンター・商店等
  - MEGAドン・キホーテUNY 星川店
  - 三洋堂書店 星川店
  - 星川ショッピングタウンサンシティ - 名鉄観光バス ドラゴンズパック乗降場所でもある。
    - ロピア桑名サンシティ店[3] - かつてはバロー星川店であったが、2023年11月30日に閉店し後継テナントとして入居[4]。
    - 星の露天風呂 ほしの湯（スーパー銭湯）
    - ホテルルートイン桑名

  - コメリ PRO桑名店（ホームセンター）
  - LAPIAS万代家具 星川店
  - スギドラッグ星川店
- ファミリーレストラン
  - かっぱ寿司 桑名店
  - 餃子の王将 桑名星川店
  - ガスト 桑名西店
- 医療機関
  - 坂井橋クリニック（旧坂井橋病院）
  - 高阪歯科医院
  - 山田眼科
- その他
  - MIEコーポレーション本社・MIEテクノ本社工場
  - つばめ食品
  - 津田学園中学校・高等学校
  - 桑名三重信用金庫星川支店
  - OKBそうだん広場星川（相談窓口・ATMのみ）[5]

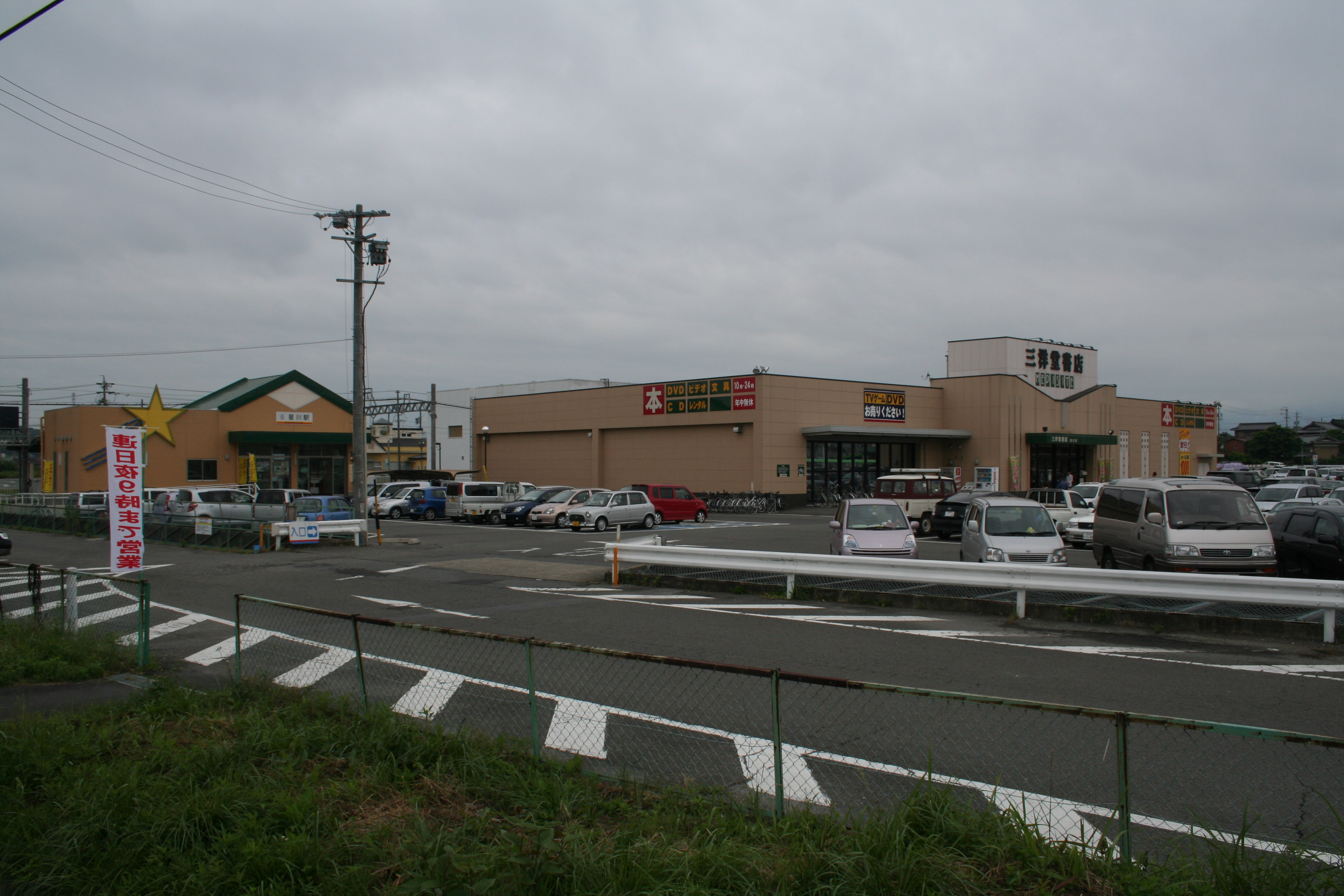
星川駅（左）と三洋堂書店（右）
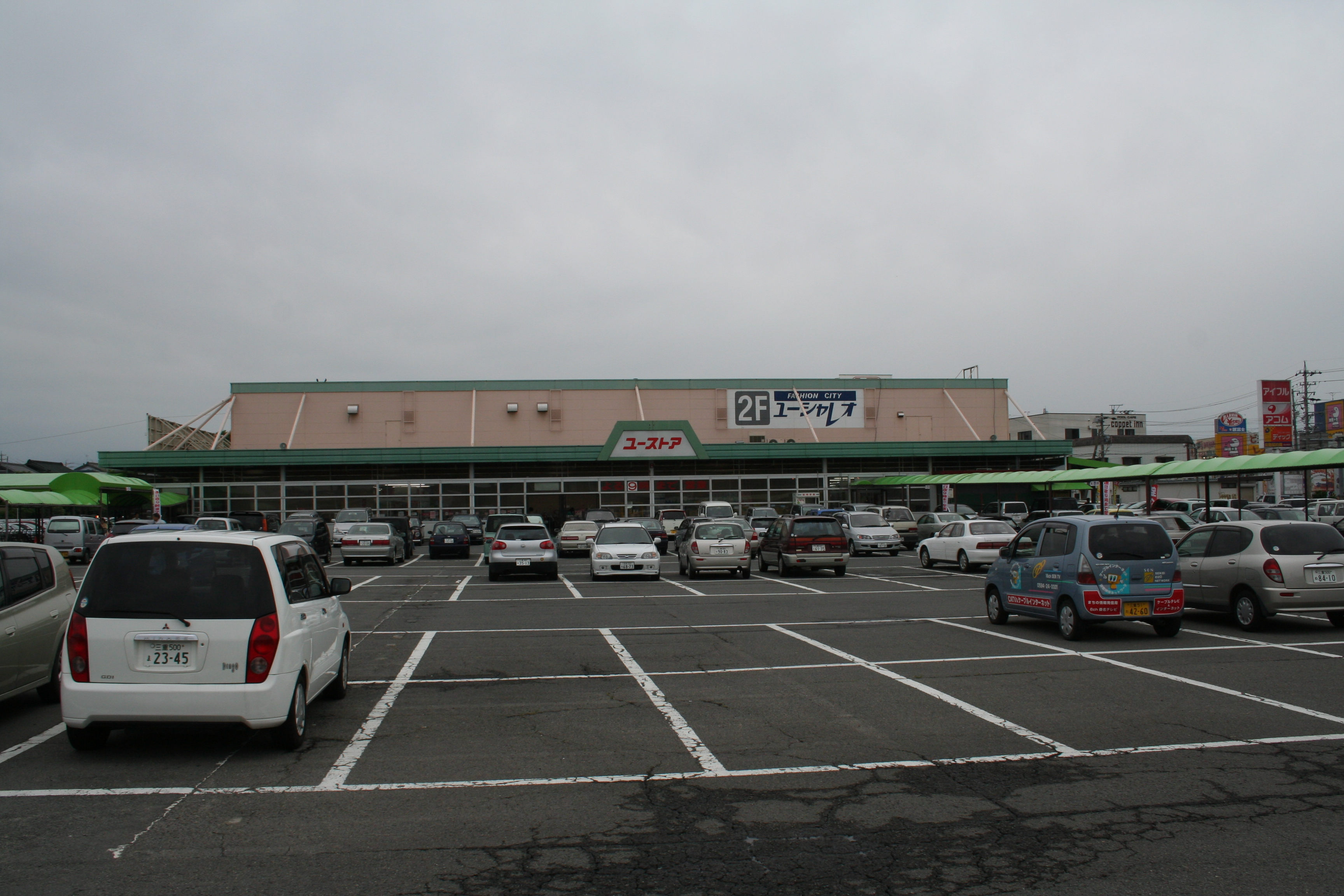
ユーストア（現・MEGAドン・キホーテUNY）星川店
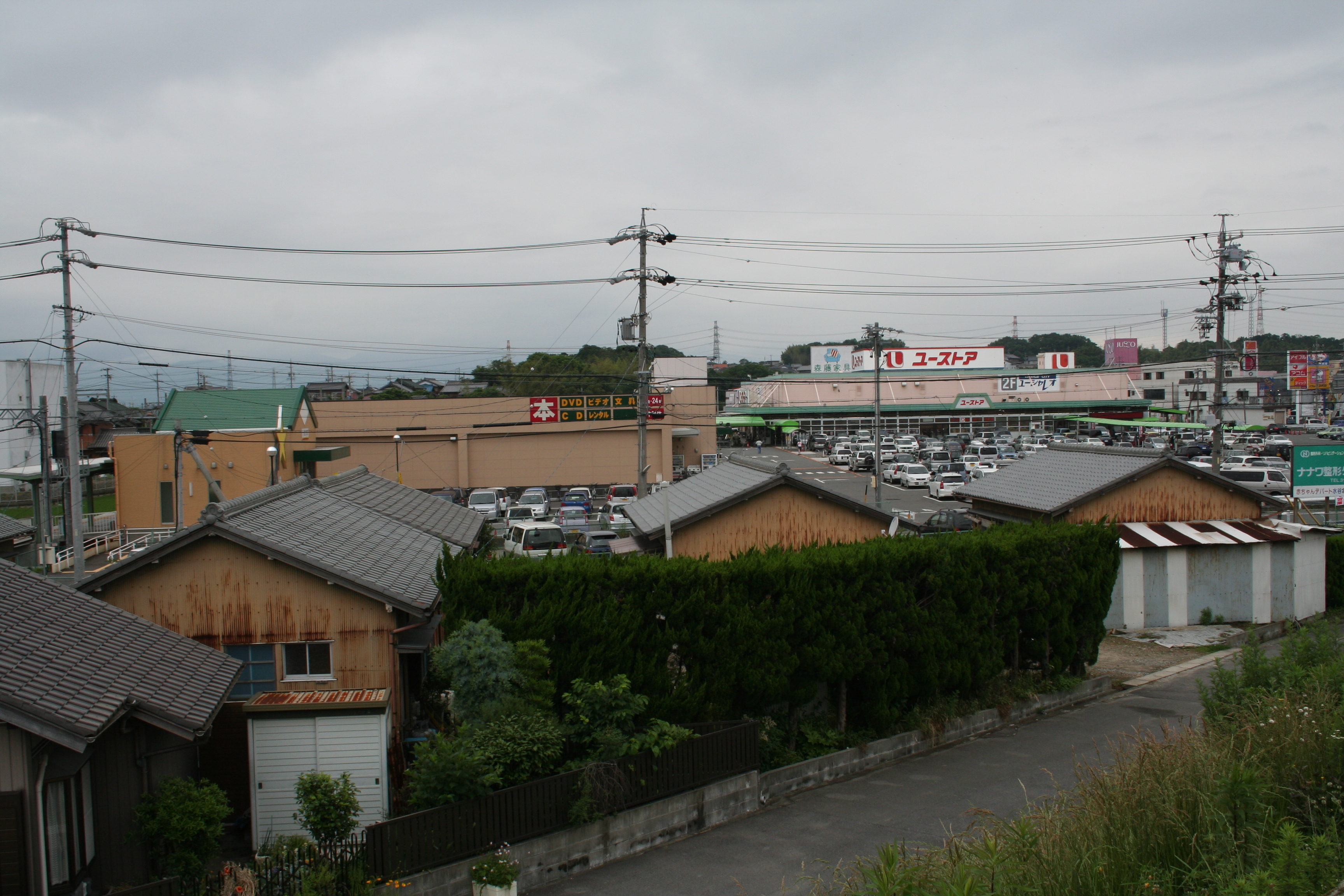
駅付近の景色（左側緑色屋根が星川駅舎、その隣が三洋堂書店、奥がユーストア（現・MEGAドンキホーテUNY）星川店）

## バス路線
駅付近に下記の各停留所がある。
- 三重交通「サンシティ前」停留所
  - 21系統：桑名駅前 / 阿下喜
  - 28系統：桑名駅前 / ネオポリス

- 桑名市コミュニティバス（K-バス）「メガドンキホーテユニー星川店」停留所
  - 西部南ルート
  - 西部北ルート

- 三岐鉄道「星川駅前」停留所[6]
  - 系統番号なし：津田学園前

## 隣の駅
三岐鉄道
H 北勢線
在良駅(H05) - 星川駅(H06) - 七和駅(H07)
- 2005年（平成16年）3月25日まで、在良駅との間に坂井橋駅があった。